# Frédéric Bétous
Frédéric Bétous, né le 7 juillet 1971 à Lectoure (Gers), est un contreténor français. Il est également le directeur musical de l'ensemble « La Main harmonique ».

## Biographie
Frédéric Bétous est né le 7 juillet 1971 à Lectoure dans le département du Gers,.
Il a d'abord étudié conjointement la philosophie et la musicologie à l'université de Toulouse le Mirail, avant de se tourner vers le chant au Centre d'études supérieures de musique du Conservatoire à rayonnement régional de Toulouse. Durant ses années d’étude, il reçoit principalement l’enseignement et le soutien d'Anne Fondeville, d'Hervé Niquet et de Guillemette Laurens,.
Il est contreténor.
Il a créé la formation « La Main harmonique » dont il est le directeur musical, avec laquelle il a produit plusieurs disques. Cette formation est spécialisée dans les polyphonies de la fin du Moyen Âge et de la Renaissance mais aussi dans les créations contemporaines
Frédéric Bétous a fondé le chœur Ambrosia, chœur pour amateurs éclairés, afin d'explorer le même répertoire que celui de la formation « La Main harmonique »,.
En 2011, il crée le festival « Musique en Chemin », festival de musique classique dans le nord du Gers, d'abord itinérant entre plusieurs communes du Gers, le long du chemin de Saint-Jacques de Compostelle, avant de se fixer dans la collégiale Saint-Pierre de La Romieu, classée au patrimoine mondial de l’Unesco.
Il se produit en soliste avec de nombreux ensembles, et tout particulièrement avec Les Eléments, l'Ensemble Jacques Moderne (Joël Suhubiette), Les Jeunes Solistes (Rachid Saphir), Le Concert Spirituel (Hervé Niquet), Diabolus in musica (Antoine Guerber), le Huelgas Ensemble (Paul Van Nevel), ainsi qu’avec sa propre formation « La Main harmonique ».
Il a la particularité de questionner le rôle de l’artiste musicien au XXIe siècle au travers de programmes transversaux où se côtoient musique ancienne et musique contemporaine.

## Discographie
Sa discographie comprend entre autres :
- Ockeghem et Compère... : musiques au temps d'Anne de France. La Main harmonique, Frédéric Bétous. CD Ligia, mai 2010.
- Gesualdo, Variations, Carlo Gesualdo / David Chevallier, chez Ziz-Zag Territoires.
- Poesia cromatica de Michelangelo Rossi, avec l'ensemble Las Huelgas (Paul Van Nevel), chez Deutsche Harmonia Mundi.
- Mille Bonjours ! : chansons de Guillaume Dufaÿ, avec l’ensemble Diabolus in musica (Antoine Guerber), chez Alpha.
- Jesu, meine Freude de Dietrich Buxtehude, avec l'Ensemble Jacques Moderne (Joël Suhubiette) chez LigiaDigita.
- Éve, Vénus, Diane et les autres… avec Les Jeunes Solistes (Rachid Saphir), musiques de Patrick Burgan et Régis Campo.
- Der Wanderer [« Le Voyageur »] :  œuvres de Philippe Hersant, avec l’ensemble Les Éléments (Joël Suhubiette), chez Virgin classics.
- Messe « Se la face ay pale » de Guillaume Dufaÿ avec l’ensemble Diabolus in Musica (Antoine Guerber), chez Alpha
Ce disque a fait l'objet d'une critique dans la revue Diapason de mai 2004, critique de David Fiala dont la conclusion est « Un seul mot : bravo ! » et lui a attribué le Diapason d'or de mai 2004[11]. Puis en fin d'année de l'année 2004, ce disque a obtenu le Diapason d'or de l'année dans la catégorie Musique ancienne[12].